# Benjamin Araújo
Benjamin Esteves Araújo (ur. 24 marca 1900) – portugalski zapaśnik walczący w stylu klasycznym. Olimpijczyk z Amsterdamu 1928, gdzie zajął dziewiąte miejsce w wadze piórkowej.

## Letnie Igrzyska Olimpijskie 1928
| Konkurencja          | Rundy eliminacyjne       | Rundy eliminacyjne | Rundy eliminacyjne  | Klas. końcowa |
| Konkurencja          | Przeciwnik I             | Przeciwnik II      | Przeciwnik III      | Miejsce       |
| -------------------- | ------------------------ | ------------------ | ------------------- | ------------- |
| 60 kg styl klasyczny | Gerolamo Quaglia (ITA) P | wolny los Z        | Saim Arıkan (TUR) P | 9.            |